# (119951) 2002 KX14
(119951) 2002 KX14 est un objet transneptunien d'environ 500 km de diamètre.

## Orbite
L'orbite de 2002 KX14 possède un demi-grand axe de 38,701 ua et une période orbitale d'environ 241 ans. Son périhélie l'amène à 36,894 ua du Soleil et son aphélie l'en éloigne de 40,508 ua.
Il a été en opposition en mai 2014 avec une magnitude de 20,4,, ce qui le rend 360 fois plus faible que Pluton.

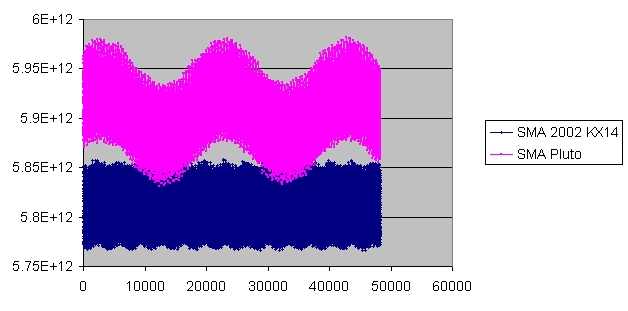
L'évolution du demi-grand axe de Pluton (rose) et de (119951) 2002 KX_{14} (bleu).

## Découverte
(119951) 2002 KX14 a été découvert le 17 mai 2002.